# Lafresguimont-Saint-Martin
Lafresguimont-Saint-Martin (picardisch: Lafrédjumint-Saint-Martin) ist eine nordfranzösische Gemeinde mit 556 Einwohnern (Stand 1. Januar 2022) im Département Somme in der Region Hauts-de-France. Die Gemeinde liegt im Arrondissement Amiens und ist Teil der Communauté de communes Somme Sud-Ouest und des Kantons Poix-de-Picardie.

## Geographie
Die sehr ausgedehnte, im Süden teilweise durch die Autoroute A29 begrenzte Gemeinde erstreckt sich vom Schloss Montroy am rechten (östlichen) Ufer der Bresle bis an den Rand von Bézencourt in der Gemeinde Hornoy-le-Bourg. Zu ihr gehören die vier Gemeinden, die sich 1972 zusammengeschlossen haben, mit dem Weiler Watiéville, dem Gehöft Saint-Jean im Norden und dem Schloss Montoy. Der Nordosten des Gemeindegebiets liegt am Oberlauf des Flüsschens Liger, das einen rechten Zufluss der Bresle bildet. Montmarquet-Blangiel wurde bis 1940/1947 von der Meterspurbahn der Société des Chemins de fer départementaux de la Somme bedient (Strecke Amiens – Aumale).

## Geschichte
Die Gemeinde entstand 1972 aus dem Zusammenschluss der Gemeinden Lafresnoye, Guibermesnil, Montmarquet und Laboissière-Saint-Martin. Der Gemeindename vereinigt Bestandteile des Namens der vier ursprünglichen Gemeinden.

## Einwohner
| 1962 | 1968 | 1975 | 1982 | 1990 | 1999 | 2006 | 2011 |
| ---- | ---- | ---- | ---- | ---- | ---- | ---- | ---- |
| 205  | 206  | 570  | 501  | 470  | 445  | 502  | 508  |

## Sehenswürdigkeiten

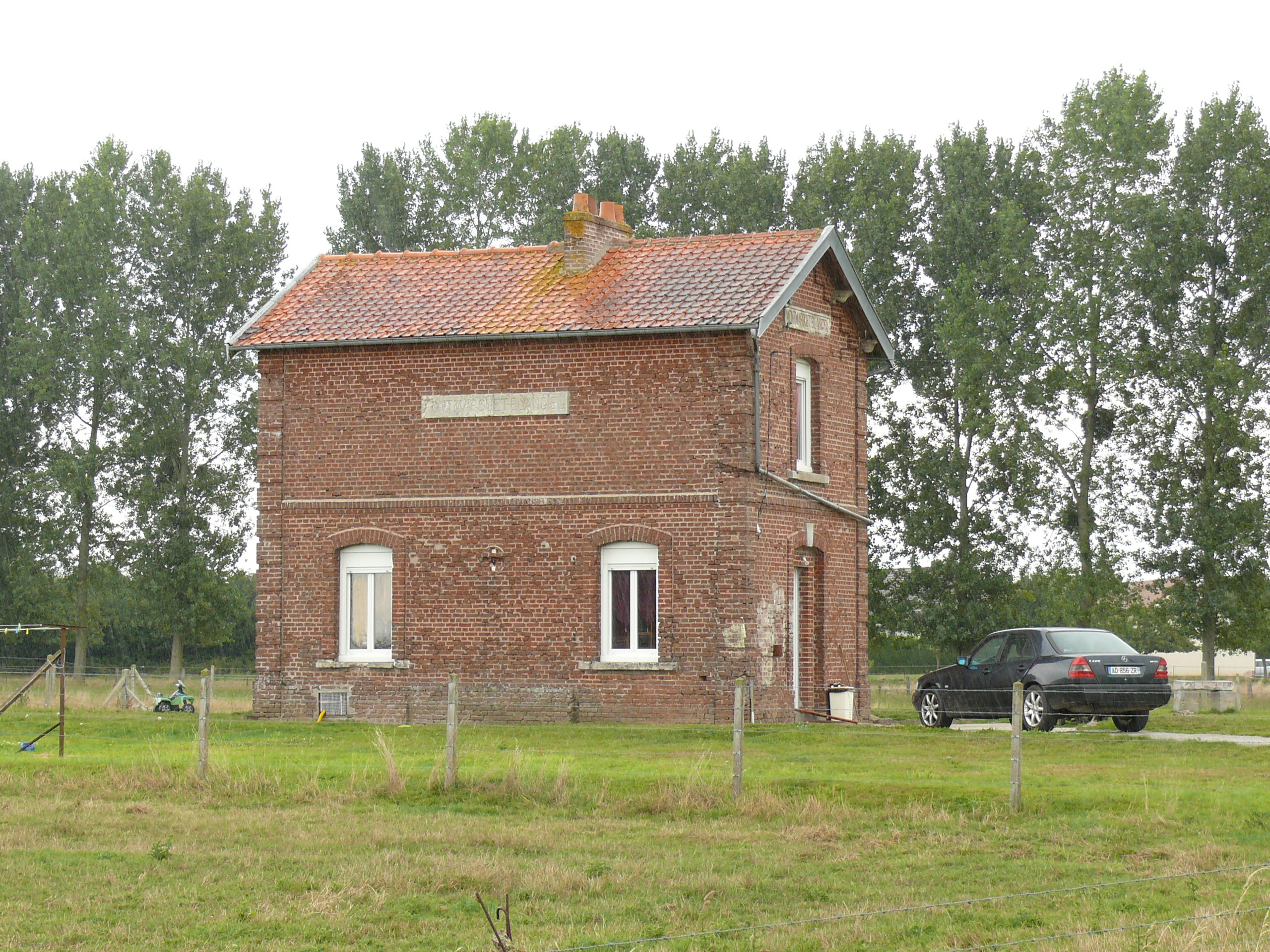
Der alte Bahnhof von Montmarquet-Blangiel an der aufgelassenen Meterspurbahn von Amiens nach Aumale

- Kirche Saint-Nicolas in Lafresnoye
- Marienkirche in Montmarquet
- Kapelle Sainte-Appoline et Saint-Vast in Montmarquet